# Трећи сазив Народне скупштине Републике Српске
Трећи сазив Народне скупштине Републике Српске конституисан је 27. децембра 1997. године, и радио је до 19. октобра 1998. Овај сазив Народне Скупштине конституисан је на основу резултата избора који су одржани 14. септембра 1997.

## Политичке партије
Следеће политичке партије освојиле су мандате у овом сазиву Народне скупштине Републике Српске:
| Политичка партија                              | Мандата |
| ---------------------------------------------- | ------- |
| Српска демократска странка                     | 24      |
| Коалиција за цјеловиту и демократску БиХ       | 16      |
| Српска радикална странка                       | 15      |
| Српски народни савез Републике Српске          | 15      |
| Социјалистичка партија РС                      | 9       |
| Социјалдемократска партија Босне и Херцеговине | 2       |
| Странка независних социјалдемократа            | 2       |

## Народни посланици
За народне посланике изабрани су:

#### Српска демократска странка
| Презиме и име        |
| -------------------- |
| 1. Буха Алекса       |
| 2. Васић Немања      |
| 3. Вјештица Мирослав |
| 4. Тодоровић Стојан  |
| 5. Вуковић Мићо      |
| 6. Вучуревић Божидар |
| 7. Грабовац Драган   |
| 8. Калинић Драган    |
| 9. Крњајић Милан     |
| 10. Којић Симо       |
| 11. Кнежевић Саво    |
| 12. Кујунџић Славко  |
| 13. Лазић Митар      |
| 14. Митрушић Милован |
| 15. Новаковић Милан  |
| 16. Паравац Борислав |
| 17. Пивашевић Станко |
| 18. Радић Стево      |
| 19. Савовић Бранимир |
| 20. Сендић Боривој   |
| 21. Тошић Момир      |
| 22. Тупајић Милан    |
| 23. Ћетојевић Владо  |
| 24. Шаровић Мирко    |

#### Коалиција за цјеловиту и демократску БиХ
| Презиме и име           |
| ----------------------- |
| 1. Ахмић Мехмедалија    |
| 2. Бичо Сафет           |
| 3. Бећировић Хасан      |
| 4. Јахић Менсуд         |
| 5. Јусуфовић Муниб      |
| 6. Кунто Рамо           |
| 7. Мајданџић Фрањо      |
| 8. Мујкановић Аладин    |
| 9. Ризван Елведин       |
| 10. Салихбеговић Смаил  |
| 11. Селимовић Мидхат    |
| 12. Тихић Сулејман      |
| 13. Хамидовић Бесим     |
| 14. Хаџирашидагић Фарук |
| 15. Шашиваревић Џевад   |
| 16. Шепо Исмет          |

#### Српски народни савез РС
| Презиме и име          |
| ---------------------- |
| 1. Андрић Саво         |
| 2. Вујовић Милорад     |
| 3. Ђаковић Миленко     |
| 4. Ђурић Милован       |
| 5. Кнежевић Остоја     |
| 6. Љубичић Драго       |
| 7. Митровић Јован      |
| 8. Млађеновић Радојица |
| 9. Михајловић Светозар |
| 10. Ракић Вито         |
| 11. Петковић Бранко    |
| 12. Раковић Нада       |
| 13. Совиљ Мирко        |
| 14. Станишић Владо     |
| 15. Шљивић Радован     |

#### Српска радикална странка
| Презиме и име           |
| ----------------------- |
| 1. Благојевић Мирко     |
| 2. Бунић Слободан       |
| 3. Вујичић Нико         |
| 4. Вукојичић Петко      |
| 5. Дамјановић Пантелија |
| 6. Кончар Ђуро          |
| 7. Лазић Милан          |
| 8. Маркелић Чедо        |
| 9. Николић Зоран        |
| 10. Поплашен Никола     |
| 11. Радуловић Светозар  |
| 12. Ристић Раденко      |
| 13. Спајић Марко        |
| 14. Цвијетић Слободан   |
| 15. Шаиновић Мирјана    |

#### Социјалистичка партија РС
| Презиме и име          |
| ---------------------- |
| 1. Бурсаћ Радомир      |
| 2. Ђокић Петар         |
| 3. Јандрић Крсто       |
| 4. Мирковић Миле       |
| 5. Мирјанић Жељко      |
| 6. Павловић Раде       |
| 7. Тривановић Драгољуб |
| 8. Вучковић Обрад      |
| 9. Продановић Лазар    |

#### СДП БиХ
| Презиме и име         |
| --------------------- |
| 1. Ибрахимпашић Смаил |
| 2. Ђапо Мирсад        |

#### Странка независних социјалдемократа
| Презиме и име     |
| ----------------- |
| 1. Додик Милорад  |
| 2. Баштинац Ненад |

## Измјене у саставу
Посланици који су касније ушли у Трећи сазив Народне скупштине, након смрти или оставке неког од посланика из овог сазива:
| Презиме и име   | Политичка партија                   |
| --------------- | ----------------------------------- |
| Вуковић Душан   | Српска демократска странка          |
| Симић Крстан    | Странка независних социјалдемократа |
| Пештовић Ведран | СДП БиХ                             |
| Кнежевић Винко  | СДП БиХ                             |